# Cosme de la Torriente y Peraza

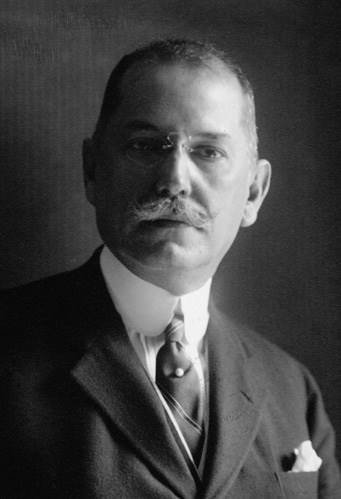
Cosme de la Torriente y Peraza

Cosme de la Torriente y Peraza (La Isabel nabij Jovellanos, Matanzas op Cuba, 27 juni 1872 – Havana, 7 december 1956) was een Cubaanse militair, politicus, advocaat en staatsman.

## Volkenbond
Hij behaalde een graad in de rechten aan de Universiteit van Havana en was nadien in 1898 kolonel tijdens de Spaans-Amerikaanse Oorlog. In 1906 vertegenwoordigde hij Cuba bij het huwelijk van de Spaanse koning Alfonso XIII met Victoria Eugénie van Battenberg. In Spanje ontving hij de Orde van Isabella de Katholieke en in Frankrijk werd hij na de Eerste Wereldoorlog vereerd met het Legioen van Eer.
Van 1923 tot 1924 was hij voorzitter van de Volkenbond. Een decennium later was hij, van 1934 tot 1935, minister van buitenlandse zaken van Cuba.